# Renault Mle 1914
La Renault modèle 1914 era una autoblindo francese della prima guerra mondiale.

## Sviluppo e impiego operativo
Allo scoppio della guerra nel 1914, anche la Renault, come tutte le principali industrie automobilistiche francesi del tempo, presentò un proprio modello di autoblindo, destinato all'impiego antiaereo. L'impostazione ricalcava quella di tutte le autoblindo del tempo, su un telaio 4×2 a trazione posteriore, con altezza da terra di 24 cm e interasse di 3,35 m. Lo scafo leggermente blindato era costituito da piastre verticali di acciaio di spessore variabile da 4 a 6 mm. Anteriormente, il vano di guida era completamente chiuso, con un singolo portello per la visione; il vano di combattimento posteriore era invece completamente aperto e ospitava il mitragliere e il servente. I quattro membri dell'equipaggio accedevano al mezzo tutti dal vano di combattimento. La mitragliatrice Saint-Étienne mod. 1907 calibro 8 mm Lebel, su impianto antiaereo al centro del vano a movimentazione manuale (90° di elevazione massima e brandeggio su 360°), era protetta da una ampia scudatura frontale.
Il modello venne ordinato in 100 esemplari ma le consegne, iniziate nel 1915, si fermarono a 50 mezzi a causa dell'emergere di alcuni difetti progettuali. L'affusto antiaereo era problematico e cadenza di tiro e gittata dell'arma si rivelarono insufficienti per il ruolo previsto. Inoltre la blindatura era troppo leggera per garantire protezione da shrapnel e proiettili di mitragliatrici; a questo si aggiungeva il vano di combattimento aperto, con conseguente vulnerabilità dell'equipaggio. La mobilità fuoristrada era ovviamente ridotta. Si decise così di convertire questi mezzi antiaerei in normali autoblindo, ricostruendo tutti i 50 esemplari prodotti allo standard Modèle 1915. Lo scafo venne modificato a imitazione di quello delle autoblindo Peugeot, con affusto scudato per cannone da 37 mm SA 18 o mitragliatrice Hotchkiss Mle 1909.